# خانقاه (هير أردبيل)
خانقاه (بالفارسية: خانقاه) هي منطقة سكنية تقع في إيران في قسم هير الريفي. يقدر عدد سكانها بـ 469 نسمة .